# Andrés Robles (arquitecto)
Andrés Robles (Carcagente, 1684 – †Valencia 1764) fue un arquitecto que se enmarca dentro del estilo barroco y que trabajó en la provincia de Valencia.
Fue encargado de seguir las obras de la portada de la Catedral de Valencia junto con Vicente Tosca a partir de 1713 tras la marcha a Austria de Konrad Rudolf, quien la había iniciado.
Proyectó los retablos barrocos de las iglesias del Pilar, de San Bartolomé y de San Miguel en Valencia, la Iglesia de San Pedro Apóstol de Sueca y el de la capilla de la comunión en el templo de Nuestra Señora de Torrente.
- Datos: Q2917663